# Alue Rambot (Jeumpa)
Alue Rambot is een bestuurslaag in het regentschap Aceh Barat Daya van de provincie Atjeh, Indonesië. Alue Rambot telt 577 inwoners (volkstelling 2010).